# Airaphilus chotanicus
Airaphilus chotanicus là một loài bọ cánh cứng trong họ Silvanidae. Loài này được Semenov miêu tả khoa học năm 1898.